# Christian Rimmel
Pour les articles homonymes, voir Rimmel (homonymie).
Christian Rimmel est un sauteur à ski allemand, né en 1968.

## Biographie
Basé à Buchenberg, il est représentant de l'Allemagne de l'Ouest à la fin des années 1980.
Ses principaux succès ont lieu aux Championnats du monde junior en 1986, où il gagne la médaille d'argent en individuel et la médaille d'or par équipes.
Il participe à trois éditions de la Tournée des quatre tremplins en 1986-1987, en 1988-1989 et en 1989-1990, sans marquer de points pour la Coupe du monde.

## Palmarès

### Championnats du monde junior
| Épreuve / Édition | [[Championnats du monde junior de saut à ski\|Lake Placid 1986]] |
| Individuel        | Argent                                                           |
| Par équipes       | Or                                                               |

### Coupe du monde
- Meilleur résultat individuel : 47e.